# パートリッジ・ファミリー

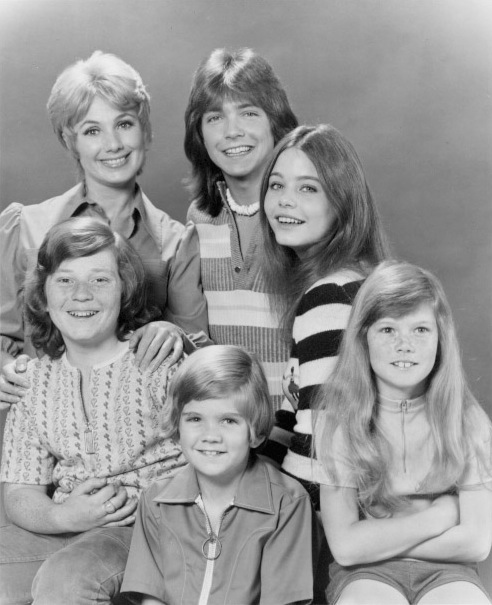
パートリッジ・ファミリー（1972年）

『パートリッジ・ファミリー』（原題：The Partridge Family）はアメリカのTVドラマ。及び同ドラマに登場する音楽バンドの呼称。

## 概要
ABCで放映された連続TVドラマ。未亡人となった母親を経済面で助けようと5人の兄弟姉妹が組んだバンド（母親もボーカルとして参加）が、マネージャーの手腕もあって人気を獲得。母親の運転するスクールバスで演奏旅行を行うようになり、その中で発生する様々な出来事を描く…という構成。
バンド及び家族自体はドラマ制作の為に編成された架空の存在だが、番組内で歌唱／演奏された楽曲は実際にヒットした。最初のシングルである「悲しき初恋 (I Think I Love You)」は1970年11月のビルボードでシングルチャート1位を獲得し、その後リリースされたシングルやアルバムもチャートを上昇した。また主役格である長男のキース・パートリッジを演じたデヴィッド・キャシディも同番組によってアイドル歌手としての人気を獲得し、現実世界でソロ・ミュージシャンとして活動した。

## 放映
第1シーズンは1970年に25話放映され、その後もインターバルを置いて制作／放映が続いた。最終シーズンは1974年の第4シーズン。全96話。
日本では「すてきなパートリッジ」或いは「人気家族パートリッジ（ゆかいな音楽一家）」という邦題で1971年(昭和46年)の5月から東京12チャンネル(当時)で日曜日の11:30から放映された。さらに2003年9月からスーパーチャンネル(現スーパー!ドラマTV)でも放映された。

## DVD
2005年から2009年の間に、アメリカで第1シーズンから第4シーズンの全96話がDVDソフト化された。

## キャスト
| 役名                                       | 配役                                         | 日本語版声優      |
| ------------------------------------------ | -------------------------------------------- | ----------------- |
| キース・パートリッジ(長男)                 | デヴィッド・キャシディ                       | 田中亮一/関根信昭 |
| ダニー・パートリッジ(次男)                 | ダニー・ボナデュース（ダニー・ボナドゥーチ） | 小原乃梨子        |
| シャーリー・パートリッジ(ママ)             | シャーリー・ジョーンズ                       | 香椎くに子        |
| ローリー・パートリッジ(長女)               | スーザン・デイ                               | 芝田清子/田浦環   |
| トレイシー・パートリッジ(次女)             | スサンヌ・クルーフ（スザーン・クラフ）       | 三輪勝恵          |
| クリス・パートリッジ(三男・初代)           | ジェレミー・ゲルボークス                     | 山本嘉子          |
| クリストファー・パートリッジ(三男・二代目) | ブライアン・フォスター                       | 菅谷政子          |
| ルーベン・キンケード(マネージャー)         | デヴィッド・マーデン                         | 村越伊知郎        |